# Nino Salukvadze
Pour les articles homonymes, voir Salukvadze.
Nino Salukvadze, née le 1er février 1969 à Tbilissi, est une tireuse sportive géorgienne. Triple médaillée olympique dont un titre en pistolet sportif à 25 mètres en 1988 sous le drapeau soviétique, elle est connue pour être la première femme à participer à dix olympiades. Elle codétient le record de participations aux Jeux olympiques avec le cavalier canadien Ian Millar.

## Carrière
Née à Tbilissi en 1969, Nino Salukvadze fait ses débuts aux Jeux olympiques d'été en 1988 à Séoul. Âgée de 19 ans, elle tire pour l’Union soviétique et remporte la médaille d'or en pistolet sportif à 25 mètres et la médaille d'argent en pistolet à air comprimé à 10 mètres. Entraînée par son père, Vakhtang Salukvadze, Nino fait avec des moyens dérisoires à la chute de l’URSS pour s'entraînant, construisant un centre d'entraînement en sous-sol alors que son pays n'a pas d'installations,.
Aux Jeux olympiques d'été de 2008 à Pékin, elle est médaillée de bronze en pistolet à air comprimé à 10 mètres. Sur le podium, elle fait la bise à la Russe Natalia Paderina, médaille d'argent, alors que leurs deux nations se font la guerre,. Son geste, symbole de paix, fait le tour du monde,.
Légende nationale de son sport, elle utilise sa notoriété pour mettre en lumière le tir sportif en Géorgie et les jeunes tireurs de l’équipe nationale qu’elle entraîne. Lors des Jeux olympiques d'été de 2012 de Londres, elle est désignée porte-drapeau de la délégation géorgienne. Aux Jeux olympiques d'été de 2016 à Rio de Janeiro, elle participe aux épreuves féminines de tir et son fils Tsotne Machavariani (en), qu'elle entraîne, aux épreuves masculines, devenant la première mère à participer aux Jeux olympiques en même temps que son fils,,.
En 2019, Nino Salukvadze se fait opérer et est obligée de changer d'œil de visée mais parvient tout de même à se qualifier pour les Jeux olympiques de Tokyo. Avant les Jeux et après avoir raté la finale, elle déclare prendre sa retraite sportive après avoir participé à sa neuvième olympiade, un record pour une athlète féminine, mais derrière les dix participations du cavalier Ian Millar,. Après les Jeux, à la demande de son fils, elle reconsidère sa décision pour tenter de participer pour la dixième fois aux Jeux olympiques à Paris en 2024.
Le 16 juillet 2024, elle est nommée porte-drapeau de la délégation géorgienne aux Jeux olympiques de 2024 en compagnie de l'haltérophile Lasha Talakhadze.

## Palmarès
Le palmarès de Nino Salukvadze comprend les titres suivants :
- Jeux olympiques
  -  Médaillée d'or en pistolet à 25 mètres en battant le record olympique (690) en 1988, à Séoul,  Corée du Sud.
  -  Médaillée d'argent en pistolet à air comprimé 10 mètres en 1988, à Séoul,  Corée du Sud.
  -  Médaillée de bronze en pistolet à air comprimé 10 mètres en 2008, à Pékin,  Chine.

- Championnats du monde
  -  Médaillée d'or par équipe en pistolet à 25 mètres en 1986 à Suhl,  Allemagne de l'Est.
  -  Médaillée de bronze en pistolet à 25 mètres en 1986 à Suhl,  Allemagne de l'Est.
  -  Médaillée d'or par équipe en pistolet à air comprimé 10 mètres en 1987 à Budapest,  Hongrie.
  -  Médaillée d'or en pistolet à air comprimé 10 mètres en 1989 à Sarajevo,  Yougoslavie.
  -  Médaillée d'argent par équipe en pistolet à air comprimé 10 mètres en 1989 à Sarajevo,  Yougoslavie.
  -  Médaillée d'or par équipe en pistolet à 25 mètres en 1990 à Moscou,  Union soviétique.
  -  Médaillée d'or par équipe en pistolet à air comprimé 10 mètres en 1990 à Moscou,  Union soviétique.
  -  Médaillée d'or par équipe en pistolet à air comprimé 10 mètres en 1991 à Stavanger,  Norvège.
  -  Médaillée d'argent en pistolet à air comprimé 10 mètres en 2002 à Lahti,  Finlande.

- Championnats d'Europe
  -  Médaillée d'or en pistolet à 25 mètres en 1989 à Zagreb,  Yougoslavie.
  -  Médaillée d'or en pistolet à 10 mètres en 1990 à Arnhem,  Pays-Bas.
  -  Médaillée d'or par équipe en pistolet à air comprimé 10 mètres en 1991 à Manchester,  Royaume-Uni.
  -  Médaillée de bronze en pistolet à air comprimé 10 mètres en 1991 à Manchester,  Royaume-Uni.
  -  Médaillée d'or par équipe en pistolet à air comprimé 25 mètres en 1993 à Brno,  Tchéquie.
  -  Médaillée de bronze en pistolet à air comprimé 10 mètres en 1996 à Budapest,  Hongrie.
  -  Médaillée d'argent par équipe en pistolet à air comprimé 25 mètres en 1999 à Bordeaux,  France.
  -  Médaillée de bronze en pistolet à air comprimé 10 mètres en 2001 à Pontevedra,  Espagne.
  -  Médaillée de bronze par équipe en pistolet à air comprimé 25 mètres en 2003 à Pilsen,  Tchéquie.
  -  Médaillée d'argent en pistolet à air comprimé 10 mètres en 2005 à Tallinn,  Estonie.
  -  Médaillée d'argent en pistolet à air comprimé 10 mètres en 2008 à Winterthour,  Suisse.
  -  Médaillée d'argent en pistolet à air comprimé 10 mètres en 2009 à Prague,  Tchéquie.